# Хамидуллин, Сагит Хадыевич
Сагит Хадыевич Хамидуллин (18.09.1929-11.06.2001) — горный инженер-геолог, лауреат Государственной премии СССР (1981).
Родился 18 сентября 1929 г. в селе Новошахово Ермекеевского района Башкирской АССР в бедной крестьянской семье.
Окончил Уфимский геологоразведочный техникум (1950) и заочное отделение Московского института нефтехимической и газовой промышленности (1959).
В 1950—1965 гг. участковый геолог на урановых рудниках № 2 (1950—1960) и № 3 (1960—1965) Юго-восточного горно-химического комбината (Предприятие № 13 (Майли-Су) Комбината № 6 МСМ, Таджикистан). С 1965 г. главный геолог одного из рудников Учкудукского рудоуправления Навоийского комбината.
С 1969 г. главный геолог вновь организованного Рудника № 1 Приаргунского горно-химического комбината (с 1975 г. — Рудоуправление № 1).
С 1997 г. на пенсии.
Умер 11 июня 2001 г. в городе Краснокаменск Читинской области.
Лауреат Государственной премии СССР (1981) — за создание ураново-рудной минерально-сырьевой базы Приаргунского горно-химического комбината, в составе коллектива: Дмитрий Петрович Бобрицкий, Николай Степанович Зонтов, Михаил Владимирович Шумилин, Очир Николаевич Шанюшкин, Вячеслав Александрович Солодовников, Владимир Антонович Шлейдер, Ревир Григорьевич Карманов, Виктор Иванович Пулин, Пётр Петрович Дрижд, Сагит Хадыевич Хамидуллин, Лидия Амосовна Орлова, Виталий Евгеньевич Вишняков.
Награждён медалями «За трудовое отличие» и «За доблестный труд», нагрудными знаками «Шахтёрская слава» трёх степеней.